# Голешово
 Тази статия е за селото в България.  За реката в Гърция вижте Галешово.  
Го̀лешово е село в Югозападна България, част от община Сандански, област Благоевград.

## География
Село Голешово е разположено в север-северозападното подножие на граничната планина Славянка (Алиботуш). В непосредствена близост до него се намира биосферният резерват „Алиботуш“. Голешово отстои на 46 километра от град Сандански, на 21 километра от село Катунци и на 14 километра от село Петрово. Пътят до селото е асфалтиран. На 9 километра източно от него е разположена Парилската седловина, до която води черен път. Голешово е с малобройно население. Тук е съхранена интересна старинна архитектура, която днес се руши и голяма част от нея вече е загубена.

## История
Село Голешово се слави с богатото си историческо минало. Според археолозите в околностите му е имало поселищен живот още от времето на новокаменната епоха (около 5000 година пр. Хр.), а при сегашното му разположение – след последната четвърт на IV век пр. Хр.
Името Голешово се среща за първи път в османски регистри от 1611 – 1617, 1623 – 1625 година. Предполага се, че то е разширено от „голеш“, което означава „голо“ населено място.
Според легендата за образуването на Голешово, за негов основател се сочи някой си дядо Гольо, който пръв се заселил тук, бягайки от гоненията на османците. Както в други селища на този край и в Голешово се заселват през XVII–XVIII век българи от Западна Македония, принудени да напуснат родния си край от напиращите по техните земи албански заселници. Основен поминък за населението по това време е козевъдството, кираджийството, гурбетчилъкът и добиването и обработването на желязо. Важна духовна опора на местното население се двете черкви – „Свети Димитър“, построена през 1833 година и „Успение Богородично“, построена през 1853 година.
Към средата на XIX век килийното училище се заменя със светско обучение и в 1870 година се построява голяма за времето си училищна сграда. За учението на местните младежи по това време говори и фактът, че много от тях завършват Солунската българска гимназия и Педагогическото училище в Сяр.
През XIX век е Голешово е чисто българско село, числящо се към Демирхисарска кааза на Серския санджак. В „Етнография на вилаетите Адрианопол, Монастир и Салоника“, издадена в Константинопол в 1878 година и отразяваща статистиката на населението от 1873 година, Голешово (Goléchevo) е посочено като село с 260 домакинства и 850 жители българи.
В 1891 година Георги Стрезов пише за селото:
| „ | Голешово, разположено при полите на Али Ботуш планина, 7 часа от Валовища към СИ. Повечето овчаре, козаре; почва планинска и неплодородна; ражда се само ръж и пченка. От боровата гора приготвят въглища, които се специално употребяват за топене желязна руда. Църква и училище с 60 ученика; четат по гръцки, а понякога и български. 170 къщи. | “ |

Според статистическите изследвания на Васил Кънчов („Македония. Етнография и статистика“) към 1900 година селото брои 1250 жители, всичките българи-християни.
По данни на секретаря на Българската екзархия Димитър Мишев („La Macédoine et sa Population Chrétienne“) в 1905 година в Голешово има 1800 българи екзархисти. В селото функционират начално и прогимназиално българско училище с 2 учители и 80 ученици.
В 1904/1905 година в българското училище в селото преподава Георги Маламов.
При избухването на Балканската война в 1912 година 17 жители на Голешево са доброволци в Македоно-одринското опълчение.
- Табелата на входа на селото
- Каменният мост
- Някогашното училище
- Паметна плоча за Стойо Хаджиев над входа на училището
- Паметник на Стойо Хаджиев в центъра на селото
- Старинна къща в центъра
- Имена на жители от Голешово, загинали във войните, на паметника в село Петрово

## Население

### Етнически състав
Преброяване на населението през 2011 г.
Численост и дял на етническите групи според преброяването на населението през 2011 г.:
|                     | Численост |
| Общо                | 63        |
| Българи             | 58        |
| Турци               | -         |
| Цигани              | -         |
| Други               | 3         |
| Не се самоопределят | -         |
| Неотговорили        | 2         |

## Културни и природни забележителности
Резерват „АЛИ БОТУШ“ е обявен на 24.09.1951 г., а на 01.03.1977 г. е включен в листата на биосферните резервати по програмата „Човек и биосфера“ на ЮНЕСКО.
Резерватът заема площ от 1628 хектара с буферна зона 750 хектара и е разположен в планината „Славянка“, която се намира в зона с преходносредиземноморска растителност на границата между България и Гърция. Славянка е малко известна планина и достъпът до нея е силно ограничен. Между 1000 и 1450 м н.в. се среща черният бор, а до 1800 м н.в. започват горите от черна мура – един от редките, защитени и най-интересни представители на нашата дендрофлора. Възрастта на някой дървета тук надвишава 200 години. Субалпийският пояс е зает от рядка за България растителност. В резервата се среща също бук, воден габър, бяла мура, тис – терциерен реликт защитен от закона, борисова ела, кошаниново бясно дърво, маслиновидно вълче лико и др.
Също така се наблюдава голямо разнообразие от тревна растителност. Част от тези видове са включени в Червената книга на България – венерин косъм, алпийска крехка папрат, гръцка и дряновска ведрица, славянско котенце, дългошпореста теменуга и др.
Сред животинските видове се срещат котешка змия, сърна, дива свиня, шипоопашата и шипобедрена костенурка, македонски гущер, лисица, язовец и др.
На това място сред девствена природа можеш да се почувстваш в естествена ботаническа градина, която поради недостъпността си е запазила и до днес първичният си вид и красота. Някъде там на 1134 м н.в. е сгушено село Голешово, забравено от цивилизацията...
Историческа забележителност в с. Голешово е запазената Хаджисимеоновата плевня, в която през 1903 г. поетът революционер Пейо Яворов с група четници води продължително сражение с турския аскер. Била е в окаяно състояние, но през 2010 г. е реставрирана и отворена като музей. Подредената в нея музейна експозиция включва снимки на известни личности, факсимилиета, писмо от Гоце Делчев до Яворов и други. През 1903 г. Яворов пише за с. Голешово в книгата си „Хайдушки копнения“, следното: „Ние осъмнахме край Голешово, дето вече не можехме да влезем, и слънцето изгряваше, когато повихме нагоре край реката, към гористата височина. Не подир много аз се любувах оттам на угледните 250 български къщици, разстлани като върху длан. А околоселския венец от голи и обрасли висоти, през къснат на северозапад, позволяваше да се видят букет Пирински върхове, сякаш нарисувани върху кристала на утринното небе.“
В с. Голешово правят впечатление няколкото старинни каменни моста на селската рекичка. Мраморският, един от осемте моста, построени в село Голешево, е мост легенда. Изграден през 1848 г. от местни майстори, камъните за него са дялани и возени с мулета и магарета от три километра разстояние. Измъквайки се невредима от обкръжението в Хаджисимеоновата плевня, по този мост е минала през 1903 г. четата на Пейо Яворов на път за село Бельово.
В планината има малка пещера Капе, в която през 1903 г. са отсядали четниците на Гоце Делчев.
Голешово е родното място на Стойо Хаджиев – участник в македоно-одринското освободително движение срещу османския поробител, съратник на Яне Сандански. В центъра на селото, признателни съселяни са издигнали паметник в негова чест.
Северозападно от с. Голешово в местността Врися има останки от селище от новокаменната епоха, съществувало и през Античността, Средновековието и османския период. В местността Краище, югоизточно от Голешово, е открито селище от късния период на бронзовата епоха. Близо до него, в местността Езерища, е открит античен некропол с гробове от каменни плочи. Северозападно от селото в местн. Солището и Перинарски лъки е открито поселение от късния период на желязната епоха. Следи от антично селище и некропол от периода III – IV век са намерени в местн. Мъшиник, южно от селото. Останки от антични селища – в местн. Тучидол, Бъза и Черешар. Останки от късната античност има в местн. Пазлак – некропол, и в местн. Градището – крепост. Югозападно от Голешово в местн. Селище, са открити останки от средновековно селище, съществувало и през османския период. На Голешовска река, в селото, са запазени 4 каменни моста от края на XVIII и началото на XIX в.

## Хижа „Извора“
Хижа Извора се намира в планината Славянка (Алиботуш) в местността Извора. Разположена е на около 700 м н.в., на 6 км югоизточно от село Петрово по асфалтовия път към село Голешово, област Благоевград.
В близкото минало хижата е била гранична застава.
Околността и прилежащият район на планината Славянка са влизали в граничната зона
с Република Гърция, и са били недостъпни за туристи.
Днес хижа Извора заедно с разположената на изток от Парилската седловина
хижа Славянка са основните места за отсядане на посетителите на
девствената гранична планина Алиботуш.
Хижата представлява масивна двуетажна постройка. Водоснабдена и електрифицирана. Разполага с около 40 места, разпределени в стаи с 2, 3 и повече легла, със собствени санитарни възли. Стаите са ремонтирани и с нови мебели.

## Редовни събития
Всяка година на 8 септември Рождество Богородично – Рожен, в черквата „Свето Успение Богородично“ в село Голешово се организира традиционен събор с участието на стотици голешовалии, пръснати из всички краища на страната.

## Личности
Родени в Голешово
- Ангел Белотинцалията, български революционер, четник при Филип Цветанов
- Ангел Соколов, български футболист, играл за Славия (София), Вихрен и младежкия национален отбор
- Атанас Иванов, български просветен деец, учител в Горно Броди, заточеник в Диарбекир[9]
- Георги Попов (1881 – 1956), български духовник, свещеноиконом
- Георги Козаров, български революционер, четник при Филип Цветанов
- Иван Попов (1885 – ?), български революционер от ВМРО
- Иван Соколов (? - 1923), български революционер, убит от дейци на ВМРО при междуособиците в революционното движение[10]
- Спас Ашлинов, македоно-одрински опълченец, четата на Георги Занков[11]
- Стойо Хаджиев (1880 – 1924), участник в македоно-одринското освободително движение, съратник на Яне Сандански.
- Янаки Соколов (? - 1923), български революционер, убит от дейци на ВМРО при междуособиците в революционното движение[10]

Свързани с Голешово
- Кочо Тодоров (1900 – ?), български строител и иконописец